# Meat (Film)
#MEAT ist ein mehrfach ausgezeichneter avantgardistischer Kurzfilm des belgischen Künstlers Marc van den Broek aus dem Jahr 2016.

## Inhalt
#MEAT ist ein Kunstfilm, der sich in assoziativer Weise mit dem Fauststoff  auseinandersetzt. In dem Film werden die Skulpturen „Body Mechanics“ des Künstlers und Bildhauers Marc van den Broek eingesetzt.
Der Protagonist des Films steht für den Menschen in Zeit und Raum, für sein Handeln und sein Erleben. Das Storytelling des Kunstfilms ist nicht rational ersichtlich, sondern rein intuitiv, emotional zu erfassen. So bietet der Film eine Plattform für einen Gedankenablauf und integriert dabei Themen wie Technologie, Wissenschaft, Politik und Kultur. Die Entwicklung der Menschheit in den letzten 100 Jahren bildet dabei den Fokus.
#MEAT setzt zu Beginn des Industriezeitalters ein und endet mit der Auflösung des „Ichs“ in Zeit und Raum in der digitalen, immateriellen Gegenwart. Dabei verlässt er die wissenschaftliche Methode und wählt eine künstlerisch-poetische Auseinandersetzung mit der Entwicklungsgeschichte.

## Auszeichnungen
- 2018: Gold Award Winner – International Independent Film Awards – Los Angeles / USA
- 2017: Remi Gold Winner – 50th Annual Worldfest Houston / USA
- 2017: Best Experimental Film – Liverpool Independent Film Festival – Liverpool / UK
- 2017: Best Experimental – Short to the Point Bucharest / Rumänien